# 李士謙
李 士謙（り しけん、523年 - 588年）は、中国の南北朝時代から隋にかけての隠者。字は子約。本貫は趙郡平棘県。

## 経歴
幼児のころに父を失い、母に仕えて孝行で知られた。母が嘔吐して中毒が疑われたとき、士謙は跪いて母を舐めた。伯父である北魏の岐州刺史李瑒は「この児は我が家の顔子なり」と評した。12歳のとき、北魏の広平王元賛に召し出されて開府参軍事となった。後に母が死去すると、士謙は喪に服して骨の立つまで痩せ細った。士謙の姉が宋氏にとついでいたが、哀しみに耐えず亡くなった。士謙は喪が明けると、自宅を喜捨して伽藍にし、故郷を出ると、学業に専念し、広く書籍を通覧して、天文や卜占を得意とするようになった。北斉の吏部尚書の辛術に召し出されて員外郎を代行し、趙郡王高叡に徳行に挙げられたが、いずれも病と称して就任しなかった。和士開がまた士謙の名を重んじて、朝廷を批判させようと、国子祭酒に抜擢した。士謙はその思惑を知って固辞したため、巻き込まれずに済んだ。隋が建国されても、士謙の志は変わらず、仕官しなかった。
士謙の家は富裕であったが、自身は節倹な生活を営み、飲酒肉食せず、人に施しをするのを好んだ。財産争いをする兄弟に自分の財産を分け与えて調停したり、穀物を盗んだ者を放免したりした。士謙は宗教的な議論を得意とし、仏教の応報論を信じない客に対して、積善積悪に応じて人が変化（転生）することを仏教の伝来以前から賢者は知っていたと主張した。客に三教の優劣を問われると、士謙は「仏は日である。道は月である。儒は五星である」と答えた。士謙は詠懐詩を作っていたが、それらの詩は捨ててしまい、人に見せることはなかった。士謙は刑罰を論じて、死刑の抑止力を否定し、再犯に応じて段階的に重くなる肉刑を制度化するよう主張した。588年（開皇8年）、家で死去した。享年は66。
その妻の范陽盧氏もまた婦徳のあることで知られ、夫の士謙の死後、喪家に対する進物を一切受け取らず、「参軍はふだん施しを好んでいました。いま亡くなったからといって、その志を奪うことができましょうか」と州里の父老にいい、粟500石を窮乏する人々に振る舞った。

## 伝記資料
- 『隋書』巻77 列伝第42
- 『北史』巻33 列伝第21